# 化石の微笑み
『化石の微笑み』（かせきのほほえみ）は、テレビ朝日系列で、2015年3月29日23:40 - 24:35（JST）に放送された単発テレビドラマである。第13回テレビ朝日21世紀新人シナリオ大賞作品。杉咲花はこの作品がドラマ初主演。
　

## 概要
認知症の祖母を世話する中村彩美と潔癖症で小学生の時いじめられていた宮原和哉が互いに困難を乗り越え成長していくヒューマンラブストーリー。

## キャスト
中村 彩美（なかむら あやみ）
演 - 杉咲花
自宅近くの高校に通い、認知症の祖母の世話をする。
宮原 和哉（みやはら かずや）
演 - 小関裕太
彩美の同級生。潔癖症で小学生の時いじめられていた。
深田 健介（ふかだ けんすけ）
演 - 山田裕貴
小学生の時和哉をいじめていた。高校で和哉と再会する。
根岸 京子（ねぎし きょうこ）
演 - 草村礼子
彩美の大叔母。幸子の妹。
中村 雅恵（なかむら まさえ）
演 - 堀内敬子
彩美の母。幸子の娘。
井沢 幸子（いざわ さちこ）
演 - 草笛光子
彩美の祖母。認知症を患っている。

## スタッフ
- 脚本：吉田光洋
- 演出：河合勇人
- 音楽:諸橋邦行
- 撮影:谷川創平
- 撮影助手:清水紗基子、徳井菜穂
- 照明:季家俊理
- 照明助手:赤塚洋介、三輪良介
- 照明応援:引地悟
- 録音:西岡正己
- 録音助手:横山つかさ
- 美術:吉積弘二
- 装飾:堀口浩明
- 持道具:大谷渉
- 衣装:遠藤良樹
- 衣装助手:御手洗優
- ヘアメイク:板垣美和、中田マリ子、伊駒舞
- 編集:瀧田隆一
- 編集助手:山口沙文
- カラコレ:浦部直弘
- CG:山本貴歳
- 整音・選曲:早川麻衣子
- 効果:平林真樹
- 編成:飯田爽
- 車輌:北村琢也、熊谷誠、有本祐一、海江田勝晃
- プロデューサ:山川秀樹、高橋伸之、木村元子（MMJ）、本郷達也（MMJ）
- 制作協力:MMJ
- 制作著作：テレビ朝日